# رهسنيغر ريلوي ستيشن (للنفألغ)
رهسنيغر ريلوي ستيشن (بالإنجليزية: Rhosneigr railway station)‏ هي محطة سكة حديد تقع في المملكة المتحدة في .